# Cerreto (Sorano)
Cerreto è una frazione del comune italiano di Sorano, nella provincia di Grosseto, in Toscana.

## Geografia fisica
Il borgo del Cerreto è situato in un'area dell'entroterra della Maremma grossetana nota come area del Tufo, a circa 4 km a est del centro di Sorano. Il Cerreto si sviluppa in un pianoro a nord della strada provinciale per San Quirico.

## Storia
Il territorio del Cerreto, in epoca medievale, era giurisdizione della pieve di Santa Maria dell'Aquila e si è sviluppato principalmente a partire dal XVIII secolo come centro di pastori e contadini della campagna soranese. Il borgo è noto principalmente per l'apparizione mariana che la tradizione vuole sia avvenuta alla giovane pastorella Veronica Nucci (26 novembre 1841 – 9 novembre 1862) il 19 maggio 1853, che lo ha reso meta di numerosi pellegrinaggi, soprattutto a partire dal 1864, anno in cui venne aperto al culto il santuario in ricordo dell'avvenimento. Il 19 maggio 1978, ricorrenza dei 125 anni dell'evento, è stata posta per volere della diocesi di Pitigliano-Sovana-Orbetello una targa commemorativa sulla casa natale di Veronica Nucci.

## Monumenti e luoghi d'interesse

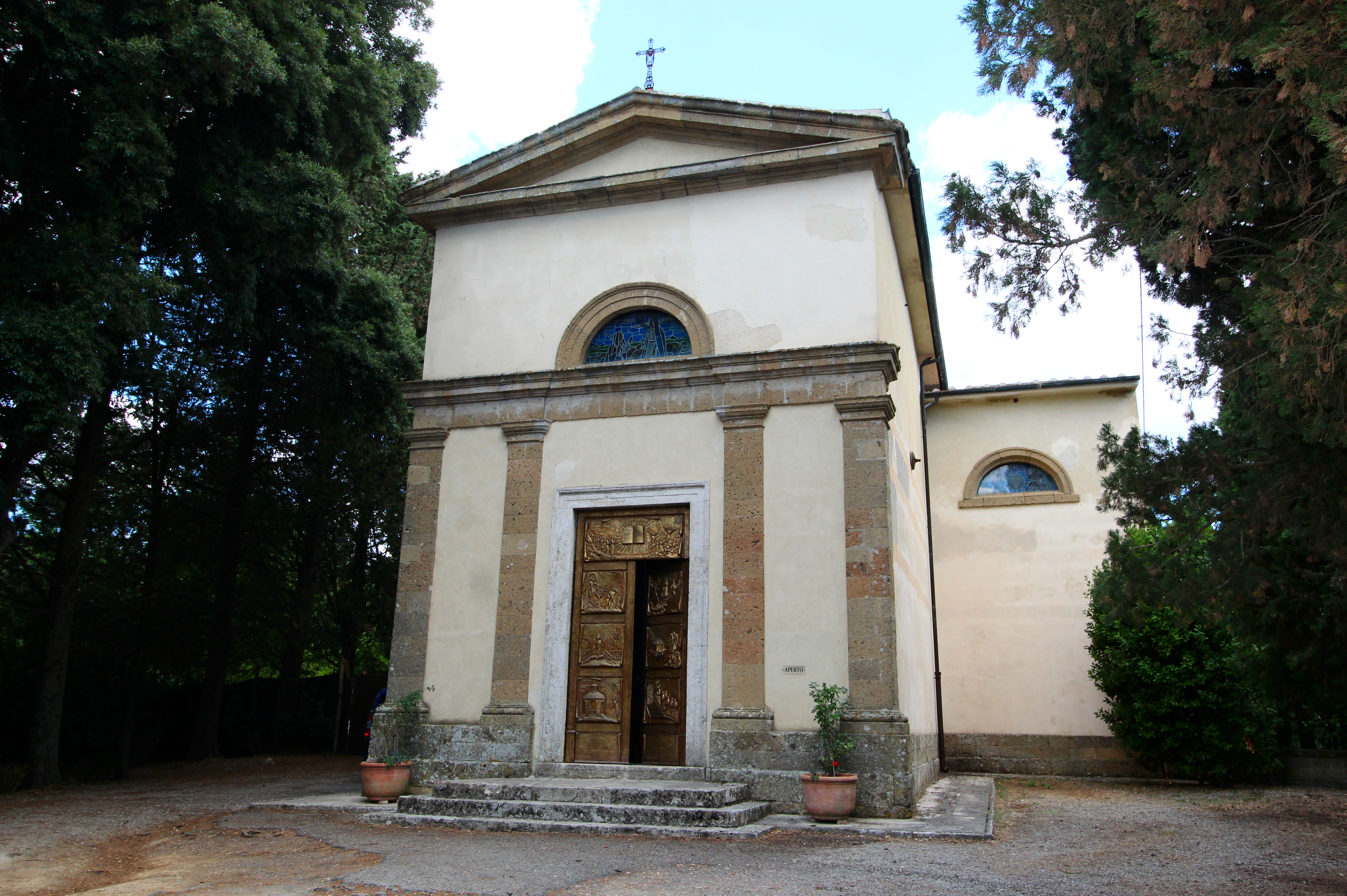
Il santuario della Madonna del Cerreto

- Santuario della Madonna del Cerreto, costruito a partire dal 1854 con lo scopo di ricordare, nel luogo esatto di ubicazione, l'apparizione della Madonna alla pastorella Veronica Nucci, fu consacrato l'8 settembre 1864. L'evento fu ulteriormente ricordato dall'aggiunta della cappella sinistra agli inizi del secolo successivo. Dal 1992 vi si sono stabilite le suore Carmelitane di clausura.[4]
- Chiesa di Sant'Anna, situata nell'omonima borgata nel territorio meridionale della frazione, è di origini medievali, ma tra la fine del XIX e gli inizi del XX secolo iniziarono una serie di lavori che portarono alla trasformazione dell'edificio in fabbricato adibito a deposito. Su una parete laterale è visibile un arco a sesto acuto che testimonia l'origine tardo-medievale del primitivo edificio religioso.

## Società

### Evoluzione demografica
Quella che segue è l'evoluzione demografica della frazione del Cerreto. Sono indicati gli abitanti dell'intera frazione e dove è possibile la cifra riferita al solo capoluogo di frazione.
Dal 1991 sono contati da Istat solamente gli abitanti del centro abitato, non della frazione.
| Anno | Abitanti | Abitanti       |
| Anno | Frazione | Centro abitato |
| ---- | -------- | -------------- |
| 1745 | 244      | -              |
| 1833 | 160      | -              |
| 1845 | 175      | -              |
| 1921 | 388      | -              |
| 1931 | 231      | -              |
| 1961 | 218      | 32             |
| 1981 | 108      | 21             |
| 2001 | -        | 19             |
| 2011 | -        | 16             |

## Cultura

### Cucina
Uno dei prodotti tipici del comune di Sorano è la cosiddetta "Pastorella del Cerreto", una varietà di caciotta prodotta nella frazione del Cerreto, in località La Fratta, con latte di pecora e di vacca. La forma è caratterizzata dalla buccia di colore rosso mattone, dovuto al trattamento con la polpa di pomodoro, e da un lungo e complesso processo di trasformazione che rimane invariato da secoli. Il nome del prodotto è chiaramente ispirato alla vicenda della pastorella Veronica Nucci.

## Geografia antropica
La frazione è costituita da un piccolo centro abitato, il borgo del Cerreto (467 m s.l.m., 16 abitanti), intorno a cui vertono varie località abitate del territorio, come le borgate di Montesorano (490 m s.l.m., 28 ab.), Sant'Anna (450 m s.l.m., 15 ab.) e le piccole località di La Fratta e San Cesareo.